# Великодня піца
Велико́дня пі́ца (італ. Pizza di Pasqua), яку в деяких районах також називають зроста́юча па́ска (італ. crescia di Pasqua), велико́дня па́ска (італ. torta di Pasqua), си́рна па́ска (італ. torta al formaggio) — квашений пикантний пиріг, типовий для багатьох районів Центральної Італії на основі пшеничного борошна, яйця, пекорино і пармезану. Традиційно подається на сніданок у Великодній ранок або як закуска під час Великоднього обіду, його супроводжують благословенними вареними яйцями, тіауколо та червоним вином або, знову ж таки, подають на Великодньому понеділку на пікніку. Маючи таку ж форму, що і панеттоне, піца ді Паква з сиром є типовим продуктом регіону Марке, але також і Умбрійським (де, як традиційний харчовий продукт, вона отримала визнання PAT). Є також солодкий варіант. Особливістю цього продукту є його форма, надана конкретною формою, в якій його квасять, а потім випікають у духовці: спочатку в глиняному посуді сьогодні в алюмінію він має розкльошену форму.

## Етимологія
Назву піца тут слід розуміти не в недавньому значенні, яке поширилося на італійську через неаполітанську мову, а в оригінальному середньовічному латинському значенні «фокачча» таким чином припускаючи давнє походження страви. Подібні препарати («Pizza alla rustica», «Pizza di Ricotta») можна знайти в посібниках з кулінарії початку XIX століття, таких як Вінченцо Аньолетті.

## Витоки
За традицією, великодня піца вперше була виготовлена в середньовіччі монахинями монастиря кларисів Санта-Марія-Маддалена в Серра-де-Конті поблизу Анкони. Назва crescia (під якою вона відома в усьому регіоні Марке) позначає «ріст» (італ. Crescita), тобто ріст тіста внаслідок процесу закваски під час випікання. Перші згадки про приготування великодньої піци можна знайти в кулінарній книзі, написаній монахинями і датованій 1848 роком, під назвою Memorie delle cresce di Pasqua fatte nel 1848 («Спогади про великодню піцу, зроблені в 1848 році»), і, пізніше, в анонімній кулінарній книзі Лорето 1864 року під назвою Il cuoco delle Marche («Кухар Марке»).

## Рецепт крізь століття

### Старовинний рецепт
Книги рецептів, що датуються 1800-ми роками, описують рецепт наступним чином: «Для 3 креші та одного для батька сповідника потрібно 16 фунтів борошна, половина молока, яйця 40, 3 унції солі, перець, унція і половина сала, 3 фунти сухого сиру та 8 свіжого сиру, включені з очима, 2 маленькі фольєти олії та половина паоло хорошого шафрану, і цієї дози вистачає на 24 людини та батька сповідника». 40 яєць, передбачених цим рецептом, повинні були пам'ятати 40 днів Великого посту. Альтернативний рецепт, описаний у Memorie delle crescie di Pasqua fatte 1848 року, вимагає «борошна 50 фунтів, тертого старого сиру 10 фунтів, свіжого сиру на розсуд, молока 3 з половиною глечика, олії 4 фунта з половиною або стільки, скільки потрібно, сіль 1 фунт 3 унції, перець 3 унції».

### Сучасний рецепт
Основними інгредієнтами є пшеничне борошно, яйця, тертий пекорино, тертий пармезан (або грана падано), нарізаний сир пекорино, оливкова олія некрови, сіль, перець, натуральні дріжджі та молоко. Деякі рецепти включають додавання інших інгредієнтів, таких як шафран, або їх заміну подібними інгредієнтами, наприклад салом або маслом замість олії та сиром Емменталь замість пекорино. Тісто потрібно обробляти протягом тривалого часу, щоб забезпечити утворення клейкової сітки та сприяти заквасці. Потім тісто ділять і поміщають у спеціальні формочки, які, накривши та зберігаючи у вологому місці, піддаються тривалому заквашуванню, а потім, згідно традиції, готують у дров'яній печі (раніше їх приносили до сусідньої пекарні готувати).

## Релігійна традиція
Згідно з релігійною традицією, великодню піцу слід готувати у Великий Четвер чи Страсну п'ятницю, щоб їсти її на Великдень, після періоду посту та стриманости, який диктує Великий піст. Після готовности було прийнято приносити великодню піцу до церкви, щоб її благословляли разом з іншими продуктами, які споживали у день Великодня. 

## Солодкий варіант

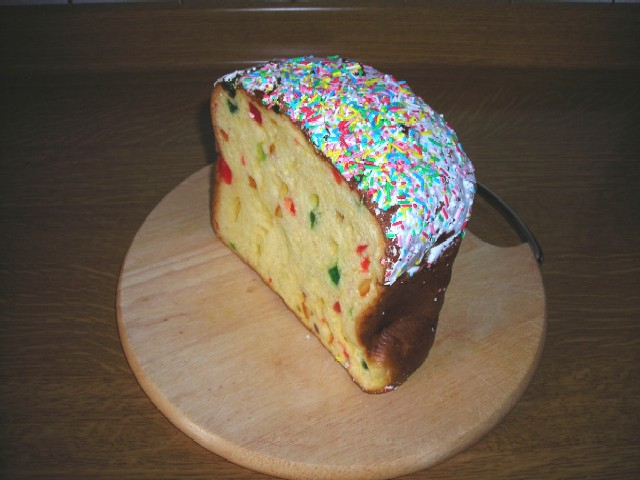
Солодкий варіант великодньої піци

У районах Умбрії-Марке також є солодкий варіант. Цей солодкий пиріг, без сиру, із цукатами чи без, окрім присутності цукру, має ще і фіокку, тобто безе, глазурований цукровими кульками.